# Jekatyerina Valerjevna Jurjeva
Jekatyerina Valerjevna Jurjeva (oroszul: Екатерина Валерьевна Юрьева; Perm, 1983. június 11.) orosz sílövő.
Nemzetközi versenyeken 2002-től indult. Pályafutása első éveiben az Európa-bajnokságon, az Európa-kupában és a Junior világbajnokságokon indult. 2004-ben, a Franciaországban rendezett Junior világbajnokságon a harmadik helyen ért célba az orosz váltóval.
A felnőttek mezőnyében, a világkupában 2005-ben mutatkozott be. Összetettben a 2007/2008-as szezonban érte el a legjobb eredményt, a hatodik hely zárt.
Világbajnokságon 2007-ben indult először. 2008-ban, Svédországban három érmet nyert: első lett egyéniben, második az üldözőversenyben és harmadik a tömegrajtos indítású viadalon.
2009. február 13-án a Nemzetközi Sílövő Szövetség bejelentette, hogy Jurjeva valamint Dmitrij Vlagyimirovics Jarosenko és Albina Hamitovna Ahatova vizeletéből EPO-t mutattak ki. Mind a három orosz sílövőt két évre eltiltották a versenyzéstől.

## Eredményei

### Világbajnokság
| Év   | Világbajnokság     | Versenyszám  | Versenyszám   | Versenyszám         | Versenyszám         | Versenyszám | Versenyszám         |
| Év   | Világbajnokság     | Egyéni 15 km | Sprint 7,5 km | Üldözőverseny 10 km | Tömegrajtos 12,5 km | Váltó 6 km  | Vegyes váltó 7,5 km |
| ---- | ------------------ | ------------ | ------------- | ------------------- | ------------------- | ----------- | ------------------- |
| 2007 | Antholz-Anterselva | 7            | ----          | ----                | 5                   | 7           | ----                |
| 2008 | Östersund          | 1            | 9             | 2                   | 3                   | 4           | ----                |

### Világkupa
| Helyezés | 68 | 13 | 6 |

| 2006/07    | | Oslo Holmenkollen Sprint                                                                                | Lahti Sprint Oslo Holmenkollen Tömegrajtos                                                            |
| 2007/08    | Östersund Egyéni (VB) Pokljuka Egyéni                                                                 | Östersund Üldözőverseny (VB) Hochfilzen Üldözőverseny Hochfilzen Sprint Hochfilzen Váltó Pokljuka Váltó | Ruhpolding Váltó Östersund Tömegrajtos (VB)                                                           |
| Összesítés | Egyéni: 2 Sprint: 0 Üldözőverseny: 0 Tömegrajtos: 0 Váltó: 0 Vegyes váltó: 0 ------------ Összesen: 2 | Egyéni: 0 Sprint: 2 Üldözőverseny: 2 Tömegrajtos: 0 Váltó: 2 Vegyes váltó: 0 ------------ Összesen: 6   | Egyéni: 0 Sprint: 1 Üldözőverseny: 0 Tömegrajtos: 2 Váltó: 1 Vegyes váltó: 0 ------------ Összesen: 4 |

## Külső hivatkozás
- biathlonresults.com
- Hivatalos honlap
- biathlonworld.com